# Tony Spearing
Tony Spearing (Romford, 7 ottobre 1964) è un allenatore di calcio ed ex calciatore inglese, di ruolo difensore.

## Caratteristiche tecniche

### Giocatore
Era un terzino sinistro.

## Carriera

### Giocatore
Dal 1982 al 1984 gioca nelle giovanili del Norwich City, con cui nella stagione 1982-1983 vince la FA Youth Cup. Debutta in prima squadra in una partita nel finale della stagione 1983-1984 contro il Tottenham; nel corso di questa stagione gioca poi ulteriori 3 partite, nell'ultima delle quali si rompe una gamba, motivo per cui nell'intera stagione 1984-1985 gioca solamente una partita, in FA Cup, venendo poi ceduto in prestito prima allo Stoke City, con cui gioca 9 partite in prima divisione, e poi all'Oxford Utd, con cui gioca 5 partite in seconda divisione. Nella stagione 1985-1986, giocata in seconda divisione a causa della retrocessione dell'anno precedente, gioca invece 8 partite di campionato (che il club vince), trovando poco spazio anche a causa della presenza in squadra di Greg Downs e Paul Haylock nel suo stesso ruolo. La stagione 1986-1987 è la sua migliore nel club, dal momento che gioca regolarmente da titolare in prima divisione (39 presenze); dopo ulteriori 18 presenze nel campionato 1988-1989 viene ceduto per 100000 sterline al Leicester City, club di seconda divisione, con cui dopo una stagione da titolare fisso (36 presenze) viene via via impiegato con minor frequenza (20 e 17 presenze nelle stagioni 1990-1991 e 1991-1992), passando quindi dopo 73 presenze in campionato al Plymouth, con cui disputa ulteriori 30 partite in seconda divisione. All'inizio della stagione 1992-1993 gioca 5 partite in terza divisione nel Plymouth, per poi passare al Peterborough Utd, in cui rimane per le successive 5 stagioni: nelle prime 2, giocate in seconda divisione, totalizza 56 presenze ed un gol, mentre nelle successive 3, tutte in terza divisione, colleziona complessivamente 55 presenze ed un gol.
Nel 1997 va a giocare con i semiprofessionisti del King's Lynn (di cui in 2 occasioni durante la sua permanenza al club è anche allenatore), rimanendovi fino al 2002; gioca poi per ulteriori 3 anni in altri club semiprofessionistici (Sudbury, Wisbech Town e Great Yarmouth Town), ritirandosi definitivamente al termine della stagione 2004-2005.

### Allenatore
Per un breve periodo nel 1998 e dal 2000 al 2002 ha allenato il King's Lynn. Nella stagione 2005-2006 e nelle prime partite della stagione 2006-2007 ha lavorato come vice di Rob Newman al Cambridge Utd, club di National League: successivamente ha lavorato come osservatore per vari club professionistici (dal 2006 al 2008 al Blackburn, dal 2008 al 2015 al West Bromwich e nella stagione 2015-2016 al Reading), mentre nella stagione 2016-2017 ha avuto un ruolo dirigenziale (Head of Recruitment) al Norwich City.

## Palmarès

### Club

#### Competizioni giovanili
- FA Youth Cup: 1

Norwich City: 1982-1983

#### Competizioni nazionali
- Campionato inglese di seconda divisione: 1

Norwich City: 1985-1986